# Comuna Lazî, Teceu
Lazî (în ucraineană Лази) este o comună în raionul Teceu, regiunea Transcarpatia, Ucraina, formată din satele Lazî (reședința) și Okruhla.

## Demografie
Componența lingvistică a comunei Lazî
     Ucraineană (98,08%)
     Alte limbi (1,85%)
Conform recensământului din 2001, majoritatea populației comunei Lazî era vorbitoare de ucraineană (98,08%), existând în minoritate și vorbitori de alte limbi.